# Flandern-Rundfahrt 1913
Die Flandern-Rundfahrt 1913 war die erste Austragung dieses Rennens, das sich über die Jahre zu einem der bedeutendsten Klassiker des Radsports entwickeln sollte. Mit einer Distanz von 324 km war es zugleich die längste je ausgetragene Ausgabe des Rennens.

## Entstehung
Bereits von 1908 bis 1912 war vom belgischen Sportbund UBSSA in Zusammenhang mit Het Sportblad eine „Ronde van Vlaanderen“ ausgerichtet worden. Diese erstreckte sich jeweils über zwei Tage und richtete sich an Amateure und Jedermänner.
Für die erstmalige Ausrichtung einer Rundfahrt für Profis werden mehrere Faktoren verantwortlich gemacht. Bei der Tour de France 1912 war mit Odiel Defraeye erstmals ein Belgier erfolgreich gewesen, was für einen Popularitätsschub des Straßenradsports in Belgien sorgte. Die Journalisten Léon Van den Haute und Karel Van Wijnendaele gründeten in der Folge die Zeitschrift Sportwereld. In der Veranstaltung eines Rennens sahen sie nicht nur eine Gelegenheit, ihre Zeitschrift zu bewerben; speziell Van Wijnendaele ging es auch um die Stärkung der flämischer Identität. Darüber hinaus gilt auch ein Zusammenhang mit der Weltausstellung in Gent 1913 als wahrscheinlich. Manchen Quellen zufolge soll Defraeye selbst die Ausrichtung eines solchen Rennens in einem Gespräch mit Van Wijnendaele angeregt haben.
Während Karel Van Wijnendaele als Journalist zunächst für das Marketing der Flandern-Rundfahrt verantwortlich war und sie anschließend jahrzehntelang leiten sollte, war Van den Haute für die sportliche Seite zuständig. Teile des Parcours der ersten Flandern-Rundfahrt sind identisch zum Groote Leieprijs, der ebenfalls von Van den Haute organisiert wurde.

## Streckenführung
Die erste Flandern-Rundfahrt führte ausgehend von Gent im Uhrzeigersinn durch die Städte von West- und Ostflandern, darunter Lokeren, Sint-Niklaas, Dendermonde, Aalst, Zottegem, Oudenaarde, Kortrijk, Menen, Ypern, Veurne, Nieuwpoort und Ostende. Von dort wurde ein großer Schlenker über Torhout, Roeselare, Izegem und Ingelmunster nach Brügge eingelegt, bevor das Rennen über Maldegem und Eeklo in Gent endete. Der Start erfolgte vor dem Café Au Repos, das Ziel auf der Radrennbahn von Mariakerke. Der Parcours war weitgehend flach, wurde aber fast ausschließlich auf gepflasterten Straßen absolviert.

## Rennverlauf

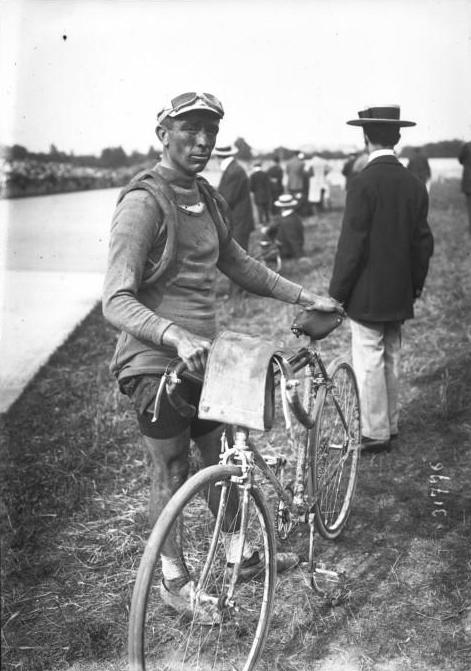
Paul Deman (hier bei der Tour de France 1913) gewann die Erstausgabe der Flandern-Rundfahrt.

Das Rennen fand am 25. Mai statt. Insgesamt nahmen 37 Fahrer an der Erstaustragung teil, fast ausschließlich Belgier. Französische Profi-Mannschaften wie Alcyon hatten ihre Fahrer nicht freigegeben, so dass nicht zuletzt Odiel Defraeye die Teilnahme verwehrt blieb. Das Rennen gewann Paul Deman nach zwölfeinhalb Stunden im Sprint einer Gruppe von fünf Fahrern. Sein Preisgeld betrug 500 belgische Franken, was zu der Zeit etwa dem sechsfachen Monatsgehalt eines Lehrers entsprach. Die durchschnittliche Geschwindigkeit des Siegers lag knapp unter 27 km/h. Dies lag deutlich unter dem Schnitt anderer Rennen dieser Zeit wie Paris–Roubaix oder Mailand–Sanremo, was auf den erwähnten, in Belgien vorherrschenden Straßenbelag zurückzuführen sein dürfte.
Die ersten Zehn des Klassements waren wie folgt:
|    | Fahrer            | Zeit        |
| -- | ----------------- | ----------- |
| 1  | Paul Deman        | 12h 03' 10" |
| 2  | Joseph Vandaele   | gl. Zeit    |
| 3  | Victor Doms       | gl. Zeit    |
| 4  | August Dierickx   | gl. Zeit    |
| 5  | Arthur Maertens   | gl. Zeit    |
| 6  | Jan Van Ingelghem | + 1' 00"    |
| 7  | Achiel Depauw     | gl. Zeit    |
| 8  | Auguste Benoît    | + 6' 50"    |
| 9  | Adrien Kranskens  | + 17' 50"   |
| 10 | Hector Billiet    | gl. Zeit    |